# (1256) Normannia
(1256) Normannia – planetoida należąca do zewnętrznej części pasa głównego asteroid okrążająca Słońce w ciągu 7 lat i 252 dni w średniej odległości 3,89 au. Została odkryta 8 sierpnia 1932 roku w Landessternwarte Heidelberg-Königstuhl w Heidelbergu przez Karla Reinmutha. Nazwa planetoidy pochodzi od łacińskiej nazwy Normandii, historycznej krainy w północnej Francji. Przed jej nadaniem planetoida nosiła oznaczenie tymczasowe (1256) 1932 PD.